# Napad na Saint John
Napad na Saint John se je zgodil 27. avgusta 1775 med ameriško revolucionarno vojno. V napadu so ameriški gusarji iz Machiasa v Massachusettsu napadli Saint John v Novi Škotski na severovzhodni obali zaliva Fundy (v današnjem New Brunswicku). Saint John in preostali del New Brunswicka sta se kasneje ločila od Nove Škotske. Gusarji so nameravali ustaviti izvoz zalog, ki so jih pošiljali lojalistom v Boston. Ta napad je bil prvo sovražno dejanje proti Novi Škotski in je povzročil dvig milice po celotni koloniji.

## Ozadje
Med ameriško revolucijo so Američani redno napadali Novo Škotsko, obale današnje Nove Škotske in New Brunswicka po morju in kopnem. Ameriški gusarji so uničili ta majhna pomorska gospodarstva z napadi na številne obalne skupnosti, kot so številni napadi na Liverpool in Annapolis Royal.
Komaj mesec dni po Lexingtonu in Concordu je 14. maja 1775 prišlo do velikega pomorskega uspeha 30 ameriških milic v slupu Success, ki so ponovno zajeli dve ladji in njihove posadke Kraljeve mornarice, skupaj 15. Ti plovili je zajela britanska ladja HMS Falcon. To se je zgodilo v zalivu Buzzards v bitki pri Fairhavenu, MA. Mesec dni kasneje je 55 ameriških milic, pod vodstvom Jeremiaha O'Briena, prevzelo nadzor nad dvema trgovskima ladjama in 12. junija z njimi zajelo oboroženo obalno patruljno jadrnico (včasih imenovano škuna, včasih fregata), HMS Margaretta in njeno posadko 40 mož v bitki pri Machiasu, ki se je dejansko zgodila 12 milj (19 km) navzdol po zalivu od Machiasporta.
Kot odgovor na ta poraz so Britanci julija 1775 poslali dve oboroženi vojni jadrnici, HMS Diligence in HMS Tatamagouche iz Halifaxa v Novi Škotski, da bi prestregli ameriške upornike. Vendar sta O'Brien in njegov kolega kapitan, Benjamin Foster, zajela obe plovili v Unity in Portland Packet (znani tudi kot Falmouth Packet) v zalivu Fundy.
Avgusta je Odbor za varnost Machiasa poslal kapitana Stephena Smitha, da zajame brig Loyal Briton v St. Johnu, ki je nalagal živino in druge zaloge, namenjene britanski vojski v Bostonu.

## Bitka
27. avgusta 1775 je kapitan Stephen Smith, v 4-topni ameriški gusarski ladji iz Machiasa, skupaj s 40 milice napadel St. John in požgal Fort Frederick ter zajel brig Loyal Briton pod poveljstvom kapitana Fredericka Sterlinga. Brig je imela 120 ton ovac in volov za britanske sile v Bostonu. Sterling je zajel tudi desetnika in dva vojaka z dvema ženskama in petimi otroki kot ujetniki. Na krovu briga je bil tudi John Anderson Esq. Brigantino je imel v lasti John Sempill (Semple), navigator pa je bil David Ross, oba sta pobegnila. Ujetnike so izpustili v Bostonu in jih poslali nazaj v St. John.

## Posledice
Kapitan Edward Le Cras s HMS Somerset in HMS Tartar je takoj odplul v Annapolis Royal, da bi zaščitil mesto na jugovzhodni obali zaliva Fundy. Guverner je zahteval dve vojni ladji za patruljiranje po zalivu Fundy. Admiral Samuel Graves je za to nalogo določil kapitana Williama Duddingstona s HMS Senegal. Graves je poslal tudi Le Crasa, da bi zaščitil Halifax za zimo. Guverner Legge iz Nove Škotske je prav tako pozval milice iz celotne kolonije, da se postavijo v pripravljenost.
V maščevanje za napad na St. John so Britanci izvedli požig Falmoutha, današnjega Portlanda v Mainu. Ameriški zasebniki so ostali grožnja pristaniščem Nove Škotske do konca vojne.